# Erivánskaya
Erivánskaya (del ruso: Эриванская) es una stanitsa del raión de Abinsk del krai de Krasnodar en el sur de Rusia. Está situada en el borde septentrional del Cáucaso Occidental, al inicio de las llanuras de Kubán-Priazov, en la cabecera del río Abin, de la cuenca del río Kubán, 15 km al sur de Abinsk y 75 km al suroeste de Krasnodar, la capital del krai. Tenía 650 habitantes en 2010.
Pertenece al municipio Svetlogórskoye.